# Квантова криптографія
Квантова криптографія — розділ криптології, що базується на застосуванні підходів та методів квантової механіки (зокрема, квантової передачі інформації та квантових обчислень) до проблем криптографії та криптоаналізу.
Добре відомими прикладами квантової криптографії є застосування квантової комунікації для безпечної передачі секретного ключа (квантовий розподіл ключа) та використання квантових комп'ютерів, що дозволить зламати низку відомих схем шифрування із відкритим ключем та підпису (зокрема, алгоритм RSA і схему Ель-Гамаля).
Перевага квантової криптографії полягає в тому, що вона дозволяє розв'язати низку важливих криптографічних задач, для яких доведена неможливість розв'язку за допомоги лише класичної (тобто, неквантової) комунікації. Зокрема, квантова механіка гарантує, що вимірювання певної квантової величини збурює її, що може бути використано для виявлення втручання сторонньої особи до процесу квантового розподілу ключа.

## Історія виникнення
Принципи квантової криптографії були закладені Стівеном Візнером з Колумбійського університету в Нью-Йорку, який на початку 1970-х років запропонував ідею квантового спряженого кодування. Його базова робота під назвою «Conjugate Coding» спочатку була відхилена Спілкою теорії інформації інституту IEEE, але в 1983 році врешті-решт опублікована у SIGACT News. У цій роботі було показано, як зберігати та передавати два повідомлення шляхом їх представлення у вигляді двох «спряжених спостережуваних», наприклад, лінійної та циклічної поляризацій світла, таким чином, що одна з них (але не обидві), може бути прийнята і розшифрована. Візнер проілюстрував свою ідею концепцією гіпотетичних квантових грошей, які неможливо підробити. Пізніше, в 1984 році Чарльз Беннетт з Дослідницького центру IBM імені Томаса Ватсона та Жиль Брассар з Монреальського університету, спираючись на статтю Візнера, запропонували метод безпечного зв'язку на основі візнерівських «спряжених спостережуваних», побудувавши тим самим перший квантовий криптографічний протокол. У 1991 році Артур Екерт, тоді аспірант Оксфордського університету, розробив новий підхід до квантового розподілу ключа на основі специфічних квантових кореляцій — квантової заплутаності.

## Квантовий розподіл ключа
Найвідоміший та найкраще розроблений метод квантової криптографії — це квантовий розподіл ключа, який описує процес застосування квантової комунікації для створення та обміну секретним ключем між двома користувачами (яких в теорії інформації традиційно називають Алісою і Бобом) без можливості втручання третьої сторони (Єви), що прагне перехопити інформацію про ключ. При цьому Єва може навіть підслухати зв'язок між Алісою і Бобом, але таке втручання може бути одразу виявлене. Це досягається за рахунок того, що Аліса, відправляючи повідомлення Бобові, зашифровує біти ключа як квантову інформацію. Завдяки принципам квантової механіки, навіть якщо Єва намагається перехопити ці біти, повідомлення буде збурене і міститиме помилки, які Аліса і Боб можуть виявити. Якщо ж втручання Єви не виявлене, то отриманий ключ може бути використаний для секретної комунікації.
Безпеку квантового розподілу ключа можна довести математично, не накладаючи ніяких обмежень на умови перехоплення повідомлення, що було неможливо у випадку класичного розподілу ключа. Хоча це зазвичай описується як «безумовна безпека», тим не менш допускаються певні мінімальні необхідні умови, наприклад, можливість застосування законів квантової механіки, а також можливість перевірки того, що Аліса і Боб дійсно є тими, за кого себе видають. Тобто, повинна існувати гарантія, що третя сторона не зможе видати себе за одного з користувачів і використати метод атаки «людина посередині».

### Протокол BB84
Аліса надсилає фотони, що мають одну з чотирьох можливих поляризацій, яку вона обирає випадково.

Для кожного фотона Боб обирає випадково тип вимірювання: прямолінійна поляризація (+), або діагональна (х).

Боб записує та таємно зберігає отримані результати вимірювань.

Боб відкрито оголошує типи вимірювань, які він обрав для кожного фотона, а Аліса повідомляє йому, які вимірювання були правильними.

Аліса і Боб зберігають всі результати, що були отримані у тих випадках, коли Боб застосував правильний тип вимірювання. Ці результати переводять у біти (0 і 1), послідовність яких і є результатом квантового розподілу ключа.

## Виноски
1. ↑  Wiesner S. Conjugate Coding // ACM Sigact News. — 1983. — Т. 15, вип. 1. — С. 78-88.
2. ↑  Bennett C. H., Brassard G. Quantum Cryptography: Public Key Distribution and Coin Tossing // Proceedings of the International Conference on Computers, Systems and Signal Processing (Bangalore, India, December 1984). — С. 175-179. Архівовано з джерела 21 жовтня 2012. Процитовано 26 січня 2015.
3. ↑  Ekert A. Quantum Cryptography Based on Bell's Theorem // Phys. Rev. Lett. — 1991. — Т. 67, вип. 6. — С. 661-663.